# 일본계 외국인
일본계 외국인(日本系 外國人, 일본어: 日系人; 일계인)은 일본 이외의 나라에 이주하여 해당 국가의 국적 또는 영주권을 취득한 일본인 및 그 자손을 의미한다. 현재 약 300만명 이상 존재하는 것으로 추정되고 있다. 일본에서는 닛케이진(일본어: 日系人)이라고 표현한다.

## 국적
일본은 국적에 대하여 속인주의(부모 중 한쪽이 일본인이라면 일본 국적을 취득할 수 있다)를 취하는 것에 비해, 아메리카 대륙의 대부분의 나라에서는 속지주의(태어난 나라의 국적을 취득할 수 있다)를 취하기 때문에, 해외에서 태어난 2세 이후의 사람들은 양쪽 모두의 국적을 가질 수 있다고 착각하는 경우가 많다. 그러나 일본의 국적법은 다중국적을 인정하지 않기 때문에, 법적으로 성인이 되는 시점에는 2개의 국적 중 하나를 선택해야 하며, 나머지 국적은 포기해야 한다.

## 일본인의 거주 국가
| 국가           | 인원        |
| -------------- | ----------- |
| 브라질         | 1,400,000명 |
| 미국           | 1,000,000명 |
| 필리핀         | 259,000명   |
| 페루           | 80,000명    |
| 캐나다         | 68,000명    |
| 아르헨티나     | 32,000명    |
| 오스트레일리아 | 20,000명    |
| 멕시코         | 17,000명    |
| 파라과이       | 7,700명     |
| 볼리비아       | 6,700명     |
| 칠레           | 1,600명     |

위 표는 해외일본인협회자료에서 발췌한 내용이다.

## 알려진 인물
- 엘리슨 오니즈카 - 우주비행사
- 대니얼 이노우에 - 현재 상원 서열 2위이며, 미국의 전 상원의원. 명예 훈장 받는다.
- 에릭 신세키 - 미국의 군인, 제34대 육군참모총장(General of the Army)
- 알베르토 후지모리 - 페루 전 대통령
- 하루오 레멜리크 - 팔라우 제 1대 대통령
- 구니오 나카무라 - 팔라우 제 4대 대통령
- 매니 모리 - 미크로네시아 연방 제 7대 대통령
- 조지 아리요시 - 하와이 주지사.
- 주니치 사이토 - 현직 브라질 공군의 참모총장이다.
- 찰스 피더슨 - 미국의 화학자. 1987년 노벨 화학상수상. 어머니는 일본인, 아버지는 노르웨이인.
- 난부 요이치로 - 미국의 물리학자이다. 2008년노벨 물리학상수상.
- 프랜시스 후쿠야마 - 미국 존스 홉킨스 대학교 교수이며 철학자. 《역사의 종언》으로 유명하다.
- 미치오 카쿠 - 미국의 천문학자 겸 미래학자
- 마르시아 - 가수·탤런트
- 그렌 후쿠시마 - 경영자
- 루이스 니시자와 - 멕시코의 화가
- 카즈오 이시구로 - 영국의 작가.
- 마리아 메아리 - 아르헨티나의 작가 보르헤스의 부인. 보르헤스 재단 대표.
- 이리나 하카마다 - 러시아의 정치가. 우파 연합의 리더.
- 폴 카리야 - 캐나다의 하키 선수.
- 크리스티 요시카와 - 캐나다의 피아니스트
- 켄트 나가노 - 미국의 지휘자.
- 마이크 시노다 - 미국의 가수. 록 밴드 린킨 파크의 멤버.
- 메이지 히로노 - 미국 하와이주의 상원의원
- 스티브 아오키 - 미국의 DJ
- 양군배 - 마카오와 홍콩의 기독교 목사.

## 같이 보기
- 일본계 브라질인(Japanese Brazilian)
- 일본계 미국인(Japanese American)
- 저팬타운(Japantown) - '리틀 도쿄'(Little Tokyo)는 미국 L.A.시내에 있는 것만을 지칭한다.
- 일본의 민족문제
- 재일외국인
- 배일 이민법
- 황화론
- 리베라르타